# کش (روستا)
کش، روستایی از توابع شهرستان طالقان در استان البرز ایران است.

## جمعیت
این روستا در دهستان پایین طالقان قرار دارد و براساس سرشماری مرکز آمار ایران در سال ۱۳۸۵، جمعیت آن ۱۶۸ نفر (۷۴خانوار) بوده‌است؛ که در حال حاضر، در تابستان بالغ بر ۲۳۰ خانوار و در زمستان ۴۵ خانوار ساکنند.